# غويلرمو فرنانديز (سياسي)
غويلرمو فرنانديز (بالإسبانية: Guillermo Fernández Vara )‏ (و. 1958  م) هو سياسي، وأستاذ جامعي، وطبيب شرعي إسباني، ولد في أولايفينزا، هو عضوٌ حزب العمال الاشتراكي الإسباني.

## مناصب
تولى منصب Member of the Assembly of Extremadura ‏
- رئيس إكستريمادورا  [لغات أخرى]‏.

## التعليم
تعلم في University of Córdoba (Spain) ‏، وجامعة إكستريمادورا.

## جوائز
حصل على جوائز منها:
- Order of Saint Raymond of Peñafort [الإنجليزية]‏.